# Lampona superbus
Lampona superbus là một loài nhện trong họ Lamponidae. Loài này được phát hiện ở Queensland.